# Brachytrachelopan
Brachytrachelopan (Uttal:"BRAK-i-tra-ke-LO-pan") var ett släkte växtätande dinosaurier (en sauropod) som man hittat fossil av i Patagonien, Sydamerika, och som tros ha levt i slutet av juraperioden för 150 miljoner år sedan. Det var en medlem av överfamiljen diplodocoidea, och var nära släkt med Amargasaurus och Dicraeosaurus, men även med diplodocus. Brachytrachelopan särskiljes från de allra flesta andra sauropoder genom sin korta hals, medan andra dinosaurier av samma sort ofta har väldigt långa halsar. Detta har fått forskare att framhålla teorier om att denna Brachytrachelopan var specialiserad för att äta lågväxande grödor, och därigenom fyllde en speciell roll i det ekosystem som existerade i Sydamerika på den tiden.

## Beskrivning
Brachytrachelopan är ännu bara känd från ett flertal nackkotor, ryggrad, revben och bäckenhalva samt bitar av ett bakben. Utgående från dessa fynd har forskarna kommit till att det var en relativt liten sauropod, cirka 10 meter lång. Förutom den för en sauropod osedvanligt korta halsen karaktäriseras också skelettet av ryggradens långa taggutskott. Liksom andra sauropoder var dock Brachytrachelopan troligen ett tungt djur som förflyttade sig på fyra pelarlika ben, och hade lång svans.

## Taxonomi
Brachytrachelopan klassificeras till överfamiljen diplodocoidea. Den klassas därefter till familj Dicraeosauridae, som påträffats i Afrika och Sydamerika. De andra Dicraeosauriderna hade också halsar som med sauropoders mått mätt var relativt korta, om än inte så extremt korta som hos Brachytrachelopan, och förlängda taggutskott i nacke och ryggrad.